# هوراشيو بريدغ
هوراشيو بريدغ (بالإنجليزية: Horatio Bridge)‏ هو ضابط أمريكي، ولد في 1806 في أوغوستا في الولايات المتحدة، وتوفي في 18 مارس 1893 في أثينا في الولايات المتحدة.